# Lakonische Vasenmalerei

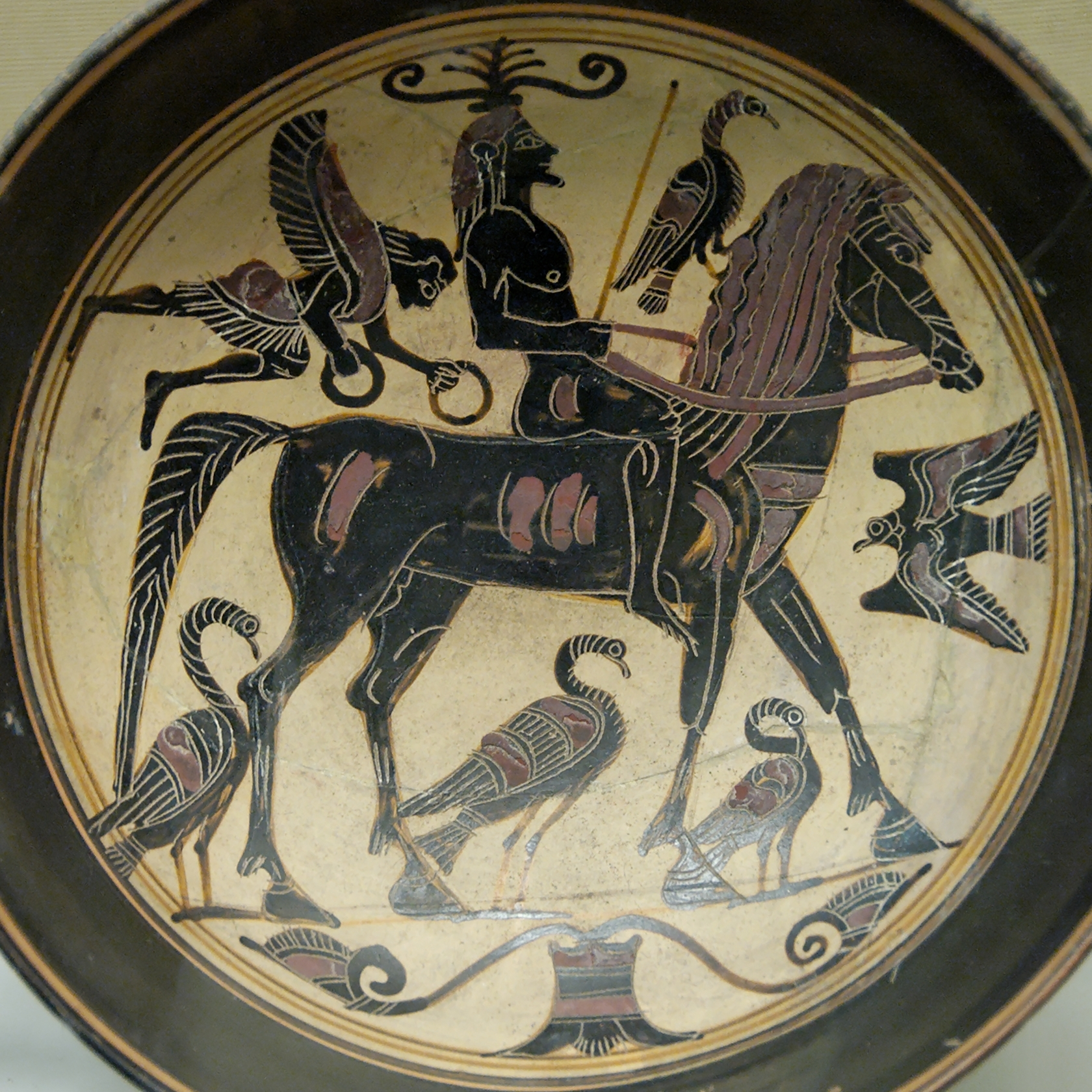
Namenvase des Reiter-Malers, Schale, um 550/30 v. Chr.

Die Lakonische Vasenmalerei ist ein regionaler Stil der Griechischen Vasenmalerei, der im 6. Jahrhundert v. Chr. in der Landschaft Lakonien, dem Herrschaftsgebiet Spartas, gepflegt wurde.
Erste ornamental verzierte Keramik wurde in Lakonien in der geometrischen Zeit geschaffen. Sie war eher unbelebt und vor allem im Vergleich zur führenden Keramik aus Attika eher provinziell. Häufig wurde die Keramik Attikas nur imitiert.
Lakonische Keramik war seit dem 19. Jahrhundert in nennenswerter Anzahl aus etruskischen Gräbern bekannt. Zunächst wurde sie jedoch falsch zugeordnet und galt lange Zeit als Produkt aus Kyrene, wo ebenfalls einige der frühesten Funde gemacht wurden. Dank britischen Ausgrabungen, die seit 1906 in Spartas Artemis-Orthia-Heiligtum durchgeführt wurden, wurde schnell die wahre Herkunft erkannt. 1934 fasste Arthur Lane das bekannte Material zusammen und unterschied als erster Archäologe verschiedene Maler. 1956 wurden die Neufunde von Brian B. Shefton untersucht. Er reduzierte die erkennbaren Maler um die Hälfte. Übrig blieben der Arkesilas-Maler, der Jagd-Maler und der Reiter-Maler. 1958 und 1959 wurden weitere wichtige Neufunde aus Tarent veröffentlicht. Zudem fand sich auf Samos eine bedeutende Zahl weiterer Vasen. Conrad M. Stibbe untersuchte alle ihm bekannten 360 Vasen erneut und veröffentlichte seine Erkenntnisse 1972. Er unterschied fünf bedeutende und drei geringere Vasenmaler. Zu den drei bekannten kamen der Boreaden-Maler, der Naukratis-Maler, der Allard-Pierson-Maler, der Typhon-Maler und der Chimeira-Maler. Andere Archäologen haben noch weitere Maler, etwa den Maler der Fische von Tarent oder den Grammichele-Maler erkannt.

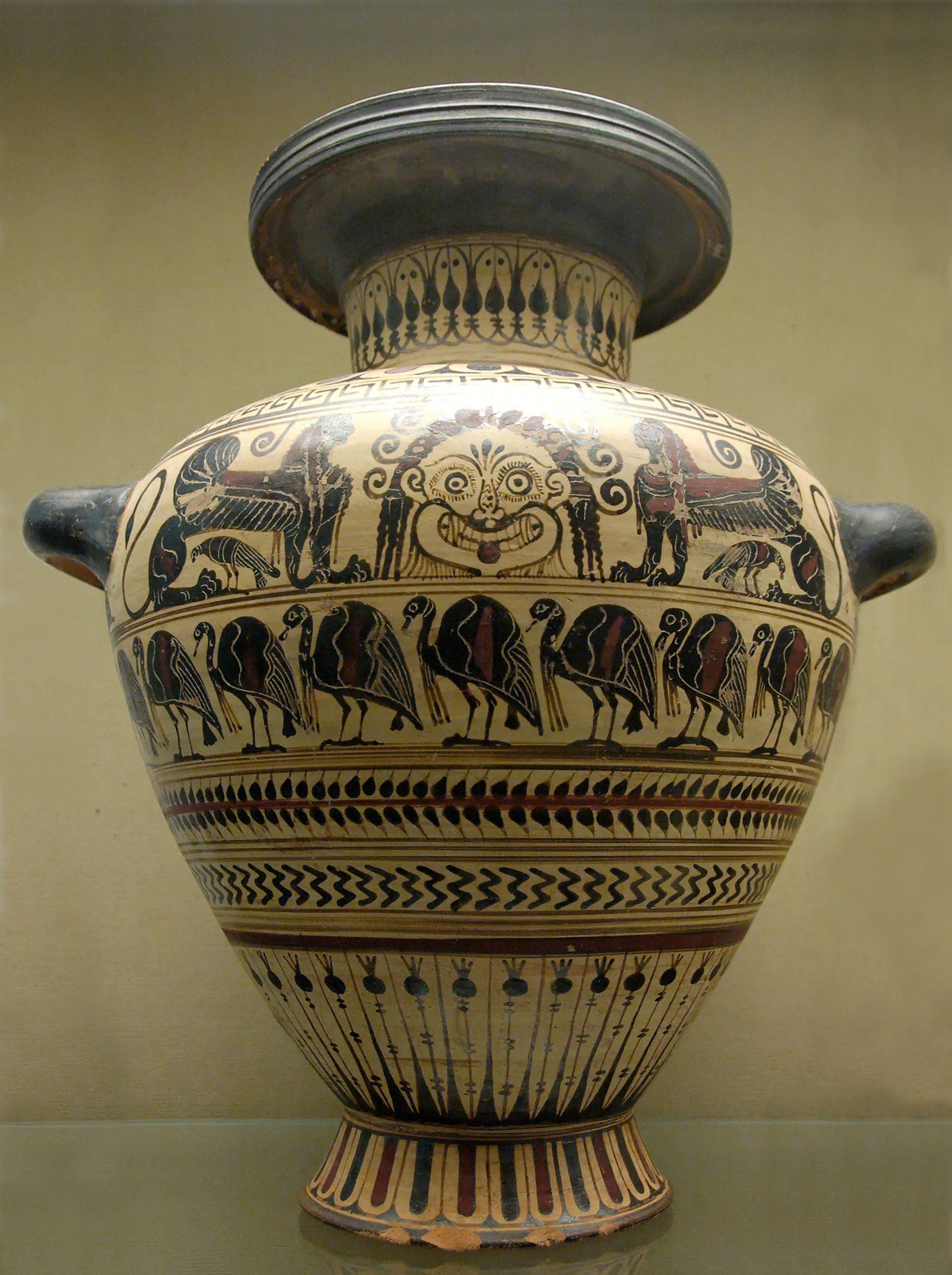
Amphora in der Art des Jagd-Malers mit Gorgonenkopf, Kranichen und Sphingen, um 540/30 v. Chr.

Der Ton der lakonischen Vasen ist orange, fein geschlämmt und hat eine hohe Qualität. Die Gefäße wurden ganz oder teilweise mit einem gelblich-cremefarbenen Überzug versehen. Die ersten Vasen von nennenswerter Qualität wurden um 580 v. Chr. produziert. Als Leitform der Lakonischen Keramik gilt die Schale. Schalenrand und Schalenbecken waren zunächst scharf voneinander abgesetzt, bis Mitte des Jahrhunderts wurden die Übergänge fließender. Die frühesten Schalen hatten keinen Fuß, später war er kurz, aber kräftig. In der nächsten Entwicklungsstufe um 570 v. Chr. gewann der Fuß an Höhe, um gegen Ende der Produktionszeit erneut kurz und kräftig zu werden. Lakonische Vasen waren recht weit verbreitet. Man hat Stücke in Marseille, Tarent, Reggio, Cumae, Nola, Naukratis, Sardes, Rhodos, Samos, Etrurien und fast auf dem gesamten griechischen Festland gefunden. Auf Samos waren sie zeitweise verbreiteter als Importe aus Korinth, was wohl an der engen politischen Verbindung zwischen Sparta und der Insel lag. Neben Schalen wurden auch Amphoren, Hydrien, Lakonische Kratere, Volutenkratere, Lebetes, Lakaina und Aryballoi hergestellt.

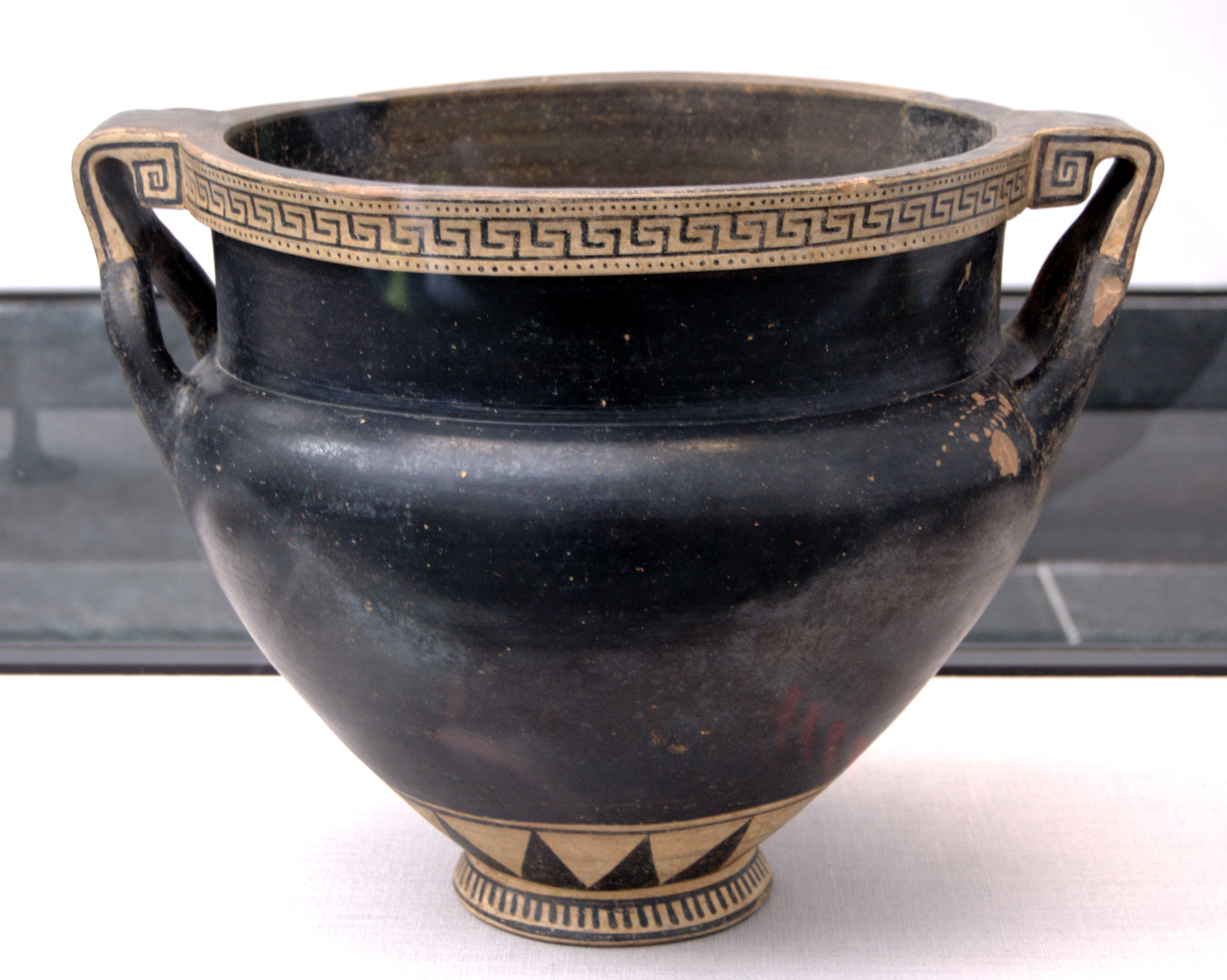
Lakonischer Krater ohne figürliche Bemalung, erste Hälfte des 6. Jahrhunderts

Hergestellt wurde die Keramik wahrscheinlich von Periöken. Zwar sind auch spartanische Familien bekannt, die kriegswichtige Handwerksberufe ausübten, doch wird das Töpferhandwerk nicht dazu gehört haben. Heloten arbeiteten ausschließlich in der Landwirtschaft. Es gibt auch die Theorie, dass es sich bei den Handwerkern um Wandertöpfer aus Ostgriechenland gehandelt habe. Dafür würde beispielsweise der starke ostgriechische Einfluss in den Bildern, vor allem des Boreaden-Malers sprechen. Produziert wurde zum Teil für den heimischen Markt, zum Teil für den Export. Schalen wurden in erster Linie für den Export produziert, das spartanische Trinkgefäß Lakaina eher für den heimischen Markt. Werke mancher Maler fanden sich bislang überhaupt nicht in Lakonien, womöglich waren einige Werkstätten nur auf den Export ausgerichtet. Man kann davon ausgehen, dass es sich bei den Handwerkern um Töpfermaler handelte. Eigenheiten bei der Form bestimmter Gefäße fanden sich nur bei Werken, die einzelnen Malern zugeschrieben wurden. Bislang wurden keine Werkstätten gefunden, möglicherweise befinden sie sich in noch nicht ausgegrabenen Periöken-Siedlungen. Töpfer oder Vasenmaler haben ihre Werke nicht signiert. Auch sonst sind Beischriften eher selten und nur für Namen bekannt.

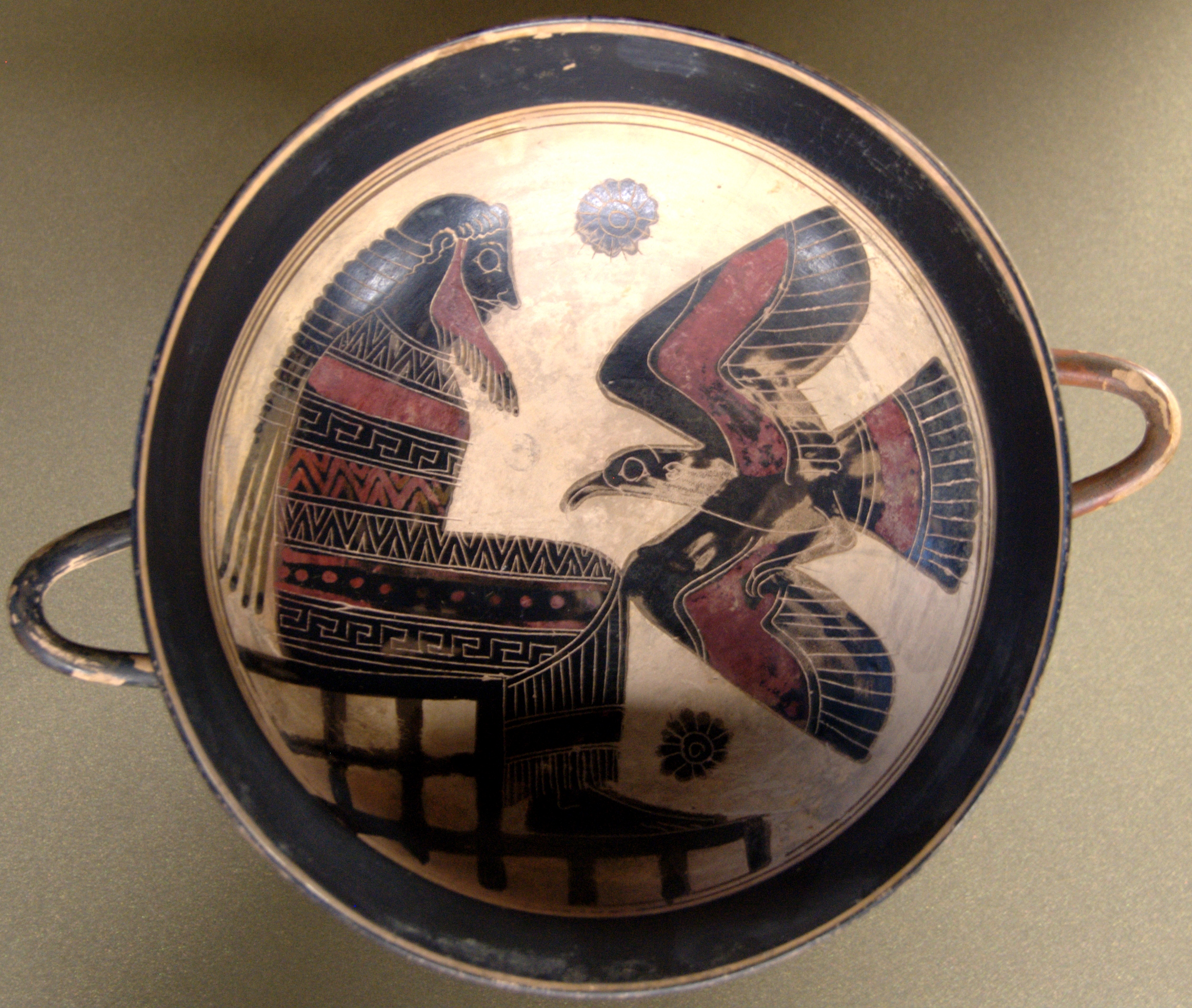
Zeus und Adler auf einer Schale des Reiter-Malers, um 560 v. Chr.

Die Maler nutzen Zusatzfarben wie Rot und Weiß recht ausgiebig, aber auch sehr sorgfältig, was zur Steigerung der dekorativen Wirkung beitrug. Früher als bei anderen lokalen Stilen, etwa in Korinth, Attika oder Ostgriechenland, entwickelte sich das figürliche Innenbild der Schale zum Träger des Hauptbildes. Um 570 v. Chr. teilte der Boreaden-Maler es möglicherweise unter dem Eindruck ostgriechischer Teller in Segmente. Diese Zonen sollten typisch für die Schalen aus Lakonien werden. Der Boreaden-Maler führte auch die für Lakonien typische dreiteilige Dekoration der Außenseite des Schalenbeckens (Granatäpfel, Zungen und Strahlen) ein. Die Maler zeigten Szenen aus dem täglichen Leben, Jagdbilder, Symposionszenen und Kriegsdarstellungen. Zudem wurden viele mythologische Begebenheiten gezeigt. Beliebteste Figur war hier Herakles, der meist im Kampf mit Tieren oder Monstern dargestellt wird. Daneben werden Troilos und Achilleus, Atlas, die Jagd auf den kalydonischen Eber, die Rückführung des Hephaistos auf den Olymp, Prometheus und die Blendung des Polyphem gezeigt. Häufigste Götter sind Zeus und Poseidon. Das Innenbild kann auch von der Fratze einer Gorgone eingenommen werden. Bilder aus dem trojanischen oder thebanischen Sagenkreis sind häufig. Lakonische Besonderheiten der Darstellung sind etwa ein Reiter, dem eine Volutenranke aus dem Kopf wächst oder die Darstellung der Nymphe Kyrene. Manche Vasen sind nur mit Glanzton überzogen oder wenigen Ornamenten bemalt.

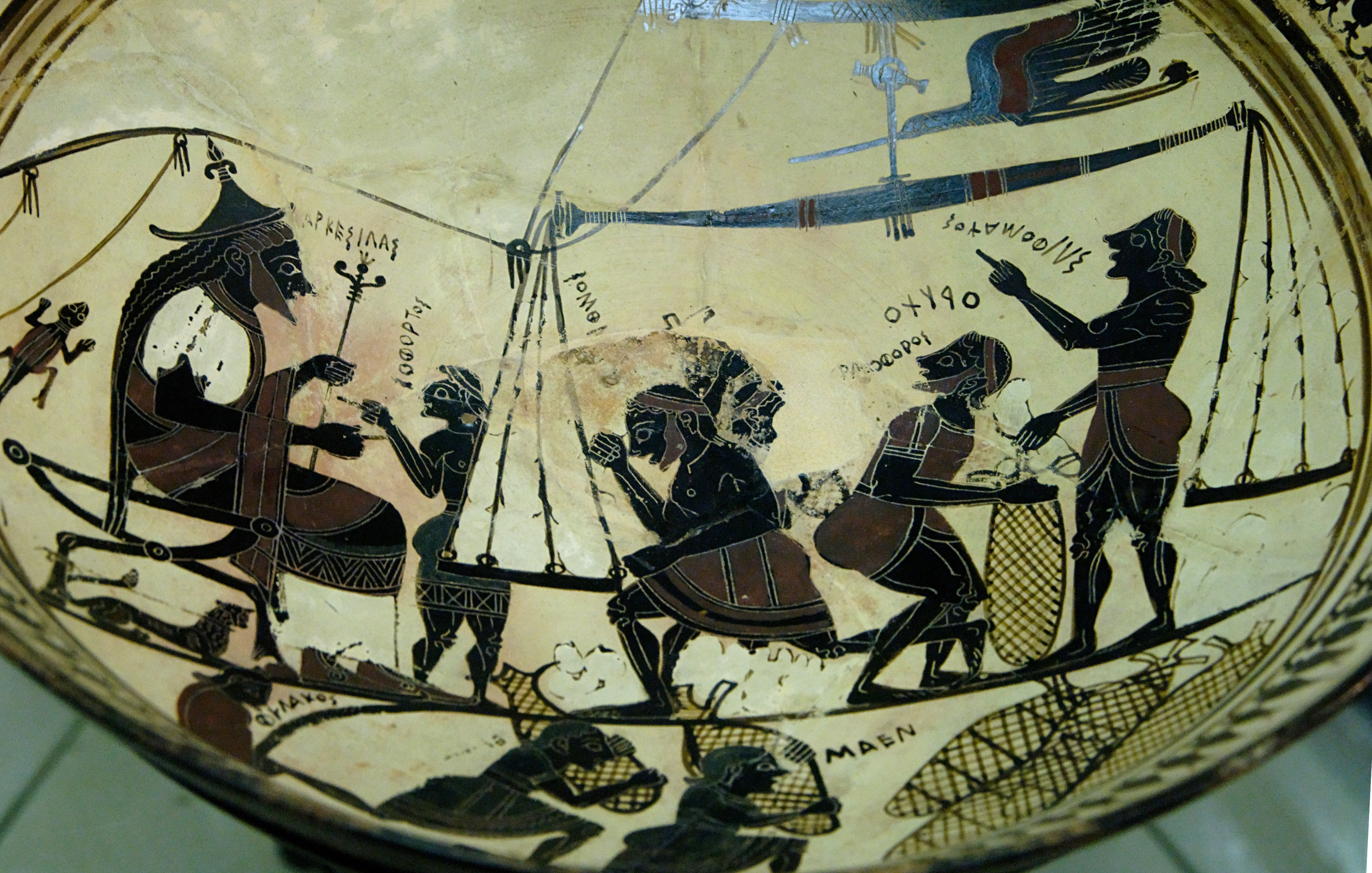
Schale des Arkesilas-Malers, die Arkesilaos bei der Aufsicht über seine ein Schiff beladenden Untertanen zeigt, um 565/60 v. Chr.

Für die Datierung sind Funde aus Tarent und Tokra maßgeblich. Die Blütezeit der lakonischen Keramik wird in den Zeitraum zwischen 575 und 525 v. Chr. angesetzt. Ebenfalls einen chronologischen Hinweis gibt die Darstellung von Arkesilaos auf der Namenvase des Arkesilas-Malers. Sie wurde wahrscheinlich während dessen Regierungszeit angefertigt. Die meist sehr qualitätvollen Arbeiten der lakonischen Vasenmalerei gehören zu den bedeutendsten griechischen Vasenmalereien.